# Introduction (demo)
Introduction fue el primer EP de la banda alemana de metal sinfónico —en ese entonces death metal— Haggard, publicado en 1994. La joven banda formada por el compositor y guitarrista alemán Asis Nasseri, quien a día de hoy sigue liderando el grupo, en sus inicios fue una banda de metal extremo, con apenas 4 miembros. A partir de su quinto EP And Thou Shalt Trust... The Seer, publicado en 1996, y de forma definitiva en su primer álbum, del mismo nombre y publicado al año siguiente, se puede apreciar la evolución musical hacia el metal sinfónico que ha marcado a la banda en sus producciones más famosas.

## Lista de canciones
1. "Daddy was her first man" – 5:21
2. "Unborn" - 6:07

- Datos: Q12176545